# Belvedere (Kalifornia)
Belvedere – miasto w Stanach Zjednoczonych, w stanie Kalifornia, w hrabstwie Marin na północ od San Francisco. Według spisu ludności z roku 2000, w Belvedere mieszka 2150 mieszkańców. Miasto położone jest na półwyspie Tiburon nad Zatoką San Francisco.
Belvedere jest jednym z najbogatszych miast w rejonie Zatoki San Francisco. Według spisu ludności z 2000, dochód na mieszkańca wynosi $113,595, dzięki czemu Belvedere jest miastem z najwyższym dochodem na mieszkańca w stanie Kalifornia i na jest 17. miejscu w Stanach Zjednoczonych. Jest to również miasto bardzo drogie, najtańsze domy kosztują tu powyżej 2 milionów dolarów. Nazwa miasta pochodzi z włoskiego i oznacza "wspaniały widok". Miasto ma bardzo dobre notowania w statystykach kryminalnych: pomiędzy 1994 a 2001 nie zanotowano tu żadnych zabójstw, a niska przestępczość czyni Belvedere jednym z najbezpieczniejszych miast w Stanach Zjednoczonych.
W Belvedere nie ma sklepów ani restauracji, najbliższe znajdują się w sąsiadującym Tiburon. Miasto posiada park, posterunek policji, szkołę podstawową, plac zabaw dla dzieci. W parku odbywają się koncerty i przedstawienia operowe. Jednym z największych budynków jest Kościół Episkopalny Św. Stefana. Średnia wieku w Belvedere wynosi 53 lata. Dzieci i nastolatki do 18 lat stanowią 20 procent populacji. Młodzież uczy się w szkole średniej w niedalekim Larkspur.